# Brujas (manga)
Brujas (魔女 Majo?) es una serie japonesa de manga escrita e ilustrada por Daisuke Igarashi. Fue serializada en la revista Monthly Ikki de la editorial Shogakukan desde el 25 de abril de 2003 al 25 de noviembre de 2004. Sus capítulos fueron recopilados en dos volúmenes tankōbon por la propia Shogakukan, publicados el 30 de abril de 2004  y el 28 de enero de 2005.
Recibió un Premio a la Excelencia en el 8º Festival de Artes de Medios de Japón en 2004.
En Norteamérica el manga fue publicado por Seven Seas Entertainment en Francia por Casterman, en Italia por Kappa Edizioni y en España por Planeta DeAgostini .

## Lista de volúmenes
| N.º | Título | Fecha de publicación | ISBN original          |
| --- | --- | -------------------- | ---------------------- |
| 1   | - 01 - "Huso 1" - 02 - "Huso 2" - 03 - "Kuarupu" - Extra - "La Bruja que cabalga las Aves" (騎鳥魔女, Ki Tori Majo)  | 30 de abril de 2004  | ISBN=978-4-09-188461-9 |
| 2   | - 04 - "Petra Genitalix" - 05 - "Ladrón de Canciones" (うたぬすびと, Utanu Subito) - Extra - "Playa" (ビーチ, Bīchi) | 28 de enero de 2005  | ISBN=978-4-09-188462-6 |

## Otras lecturas
- «Witches: The Complete Collection - The Spring 2022 Manga Guide». Anime News Network. 20 de mayo de 2022.